# Nemrut
Nemrut Dağı (góra Nemrut) – jeden z najwyższych szczytów leżącego w południowo-wschodniej Turcji pasma Antytauru. Położony na 38°20'N i 38°45'E szczyt wznosi się na wysokość 2134 m n.p.m.

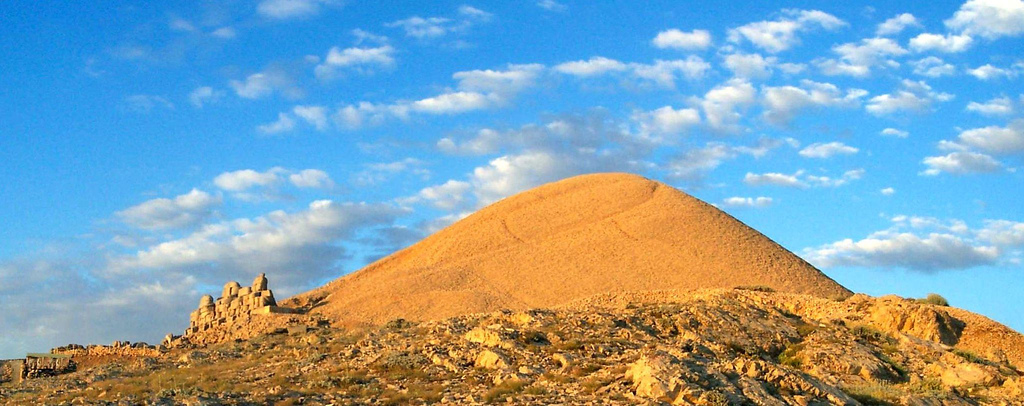
Widok na górę Nemrut

Nemrut jest jednym z najważniejszych stanowisk archeologicznych związanych z kulturą późnego okresu hellenistycznego, jednak sama eponimiczna nazwa tego miejsca pochodzi z kręgu kultury Mezopotamii III tysiąclecia p.n.e. i wywodzi się od legendarnego Nemroda.
Rangę tego miejsca wyznaczył najlepiej zachowany zespół świątynno-sepulkralny tzw. hierotezjon (gr. hierothesion lub hierotheseion) zbudowany przez króla Kommageny Antiocha I Theosa Dikajosa Epifanesa Filoromajosa Filhellena ok. r. 62 p.n.e. Kompleks składa się z tumulusa (kurhanu) o wysokości 50 metrów, usypanego z drobnych odłamków skalnych oraz trzech tarasów, które przylegają do tumulusa od wschodu, północy i zachodu. Każdy taras ozdobiony jest grupą pięciu monumentalnych (8 m wysokości) rzeźb przedstawiających samego Antiocha jak i jego „braci i siostry” – bogów synkretycznego panteonu persko-greckiego. Wszystkie postacie przedstawiono w strojach typowych dla I wieku p.n.e. na tych terenach, a każdy posąg opatrzony jest objaśniającą inskrypcją. Do każdego z tarasów prowadziła niegdyś osobna Droga Procesyjna, a całość była „chroniona” przez liczne posągi lwów i orłów. Podstawę tumulusa oraz cokoły posągów obiegał monumentalny fryz przedstawiający rzeczywistych i mitycznych przodków króla.

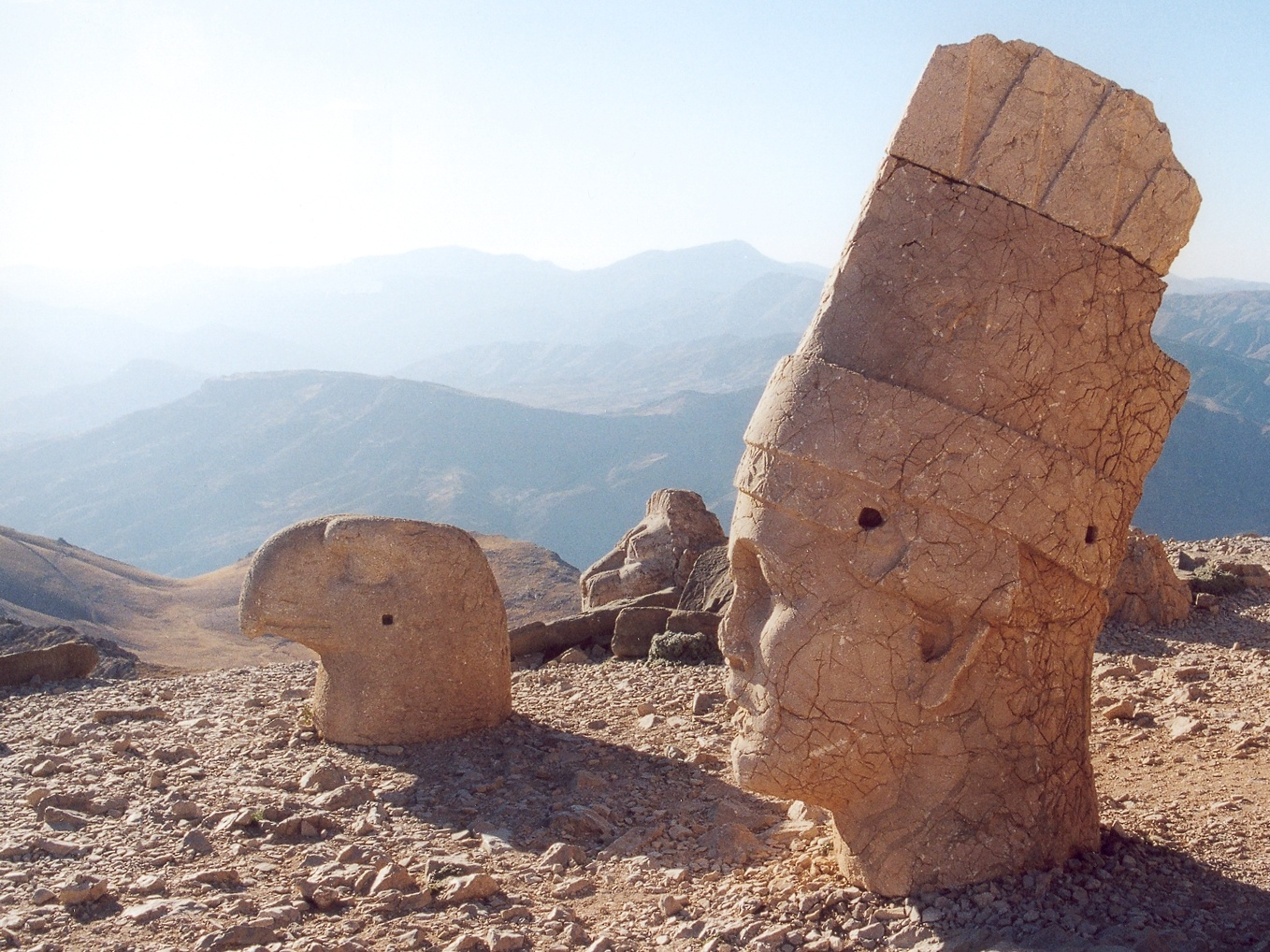
Głowy posągów z Nemrut

Znany przez całe wieki jedynie okolicznym pasterzom kompleks został ponownie odkryty w 1881 przez niemieckiego inżyniera Karla Sestera. Dwie niezależne komisje, które w końcu XIX wieku badały ruiny Nemrut przedstawiły sułtanowi raporty, z których wiemy, że w tym czasie większość posągów była nienaruszona. Głowy wszystkich posągów są obecnie zwalone, co jest najprawdopodobniej skutkiem silnego trzęsienia ziemi.
Metodyczne badania podjęto w tym miejscu dopiero w latach pięćdziesiątych XX wieku. Odbywały się one pod kierownictwem amerykańskiej archeolog Theresy Goell. Chociaż udało się zbadać funkcję i symbolikę kompleksu, to sam tumulus oparł się zakusom badaczy. Nawet użycie dynamitu (wskutek czego kurhan jest dziś niższy o 5 m) nie doprowadziło do odkrycia komory grobowej. Dalsze badania przerwała śmierć badaczki w 1984.
Istnieją co prawda obiekty podobne w funkcji, jak choćby hierotezjon wybudowany przez Antiocha I w mieście Arsemeia dla swego ojca Mitrydatesa I Kallinikosa, jednak wielkość, położenie oraz bogactwo zachowanych detali czyni z zespołu Nemrut unikat na skalę światową. Znalazło to swoje potwierdzenie w decyzji UNESCO, zaliczającej go w poczet obiektów Światowego Dziedzictwa Ludzkości.